# Cuthona albopunctata
Cuthona albopunctata é uma espécie de molusco pertencente à família Tergipedidae.
A autoridade científica da espécie é Schmekel, tendo sido descrita no ano de 1968.
Trata-se de uma espécie presente no território português, incluindo a zona económica exclusiva.